# Hayashiechthistatus inexpectus
Hayashiechthistatus inexpectus là một loài bọ cánh cứng trong họ Cerambycidae.